# Renacimiento Fútbol Club
El Renacimiento Fútbol Club és un club de futbol de la ciutat de Malabo, Guinea Equatorial.
Els colors del club són el negre i el blanc.

## Palmarès
- Lliga equatoguineana de futbol:[4]
  - 2004, 2005, 2006, 2007